# 无锡市图书馆
31°32′58″N 120°18′04″E / 31.54944°N 120.30102°E
无锡市图书馆，前身为无锡县图书馆，是位于中华人民共和国江苏省无锡市梁溪区太湖广场的市立图书馆。它是国家一级图书馆、全国古籍重点保护单位。

## 沿革
始建于1912年，1915年对外开放，原址无锡钟楼，为当时无锡县最高建筑。1949年，中国人民解放军攻占无锡，接管县立图书馆，更名为无锡市图书馆。1994年12月，图书馆被中华人民共和国文化部认定为一级图书馆。后因图书扩建，无锡市建筑设计院设计、无锡市第一建筑公司施工新馆。2000年6月30日，竣工。2000年10月1日，无锡市图书馆新馆正式对外开放。

## 图库

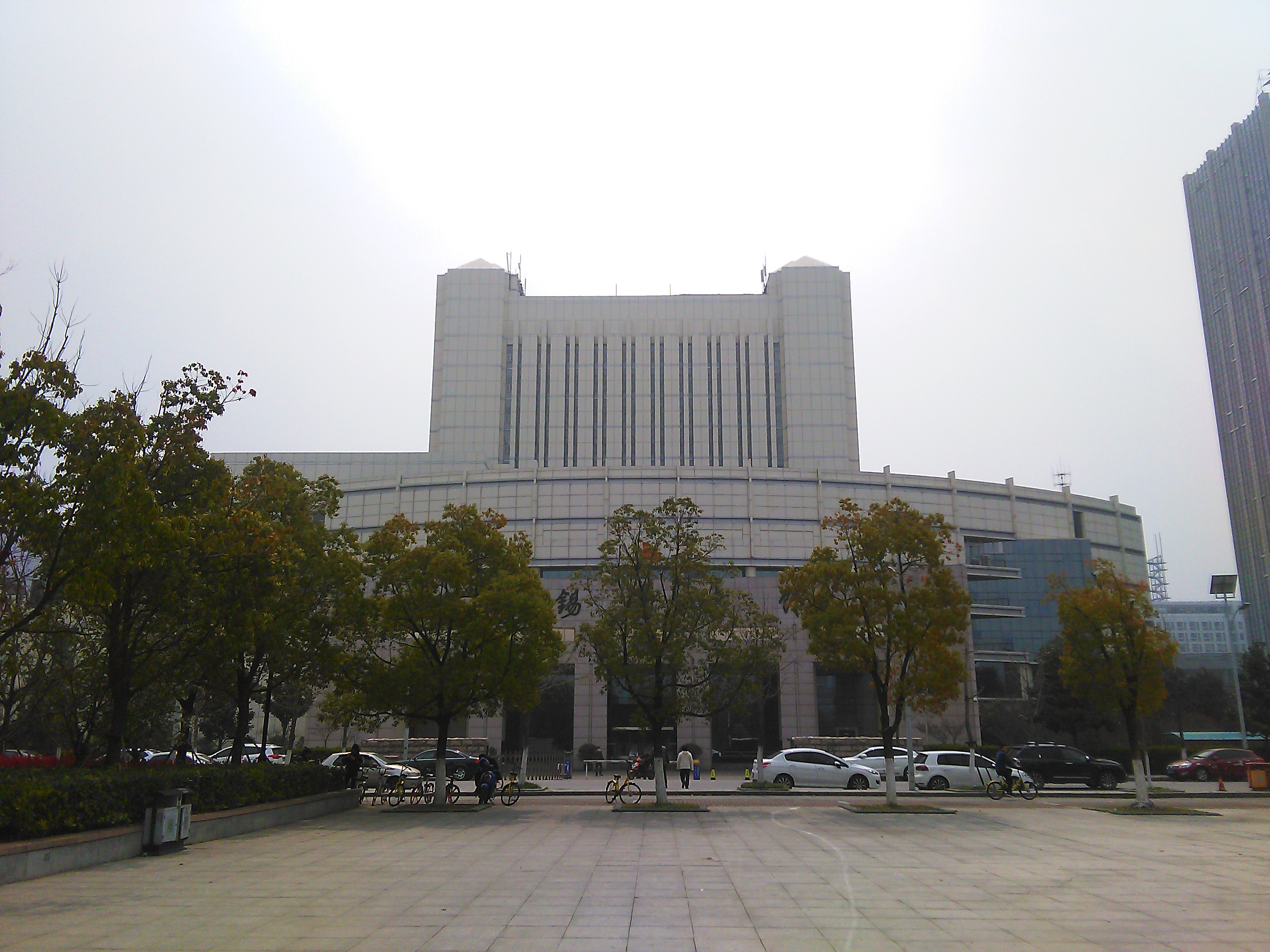
无锡图书馆远景
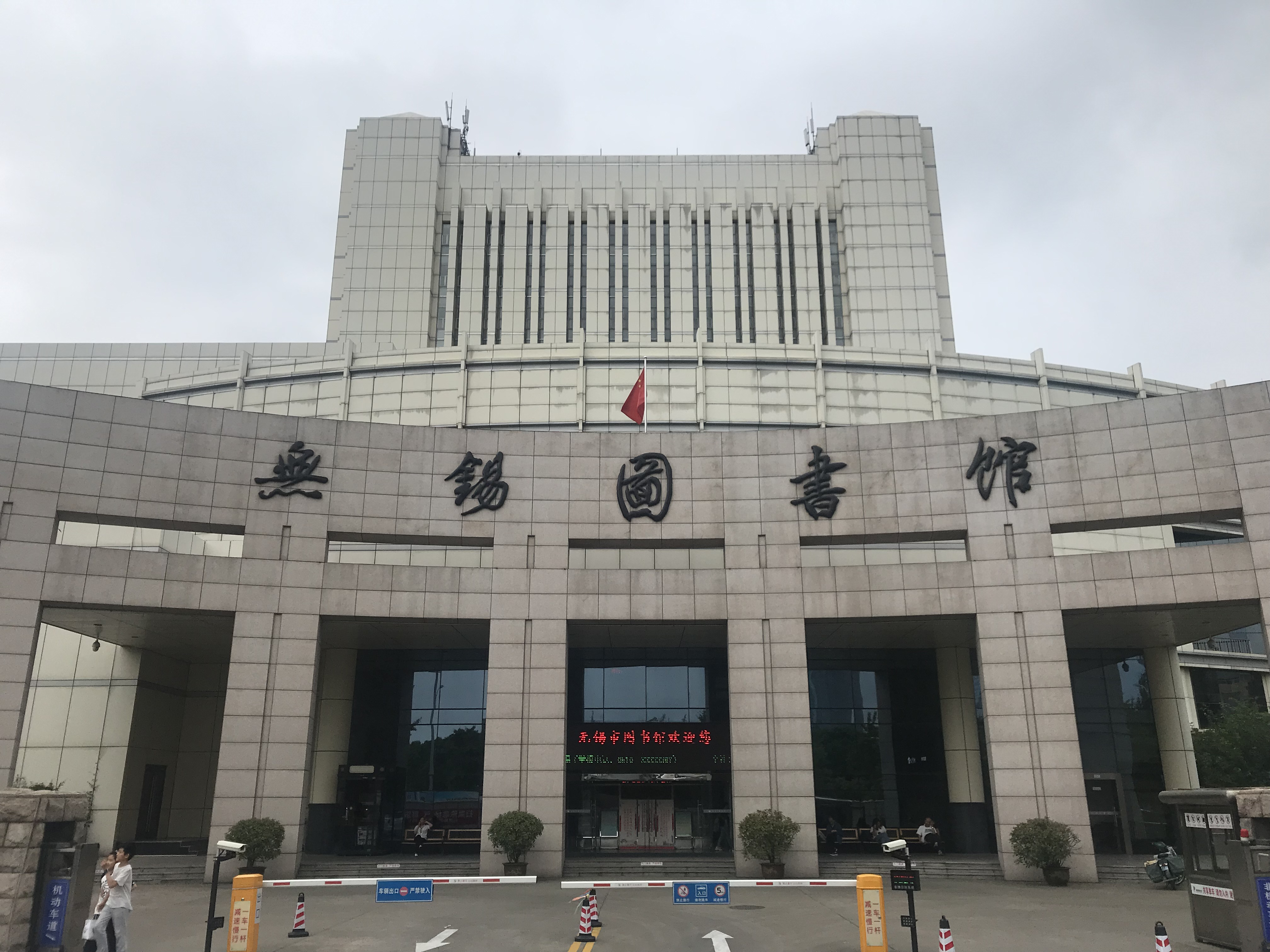
无锡图书馆近景
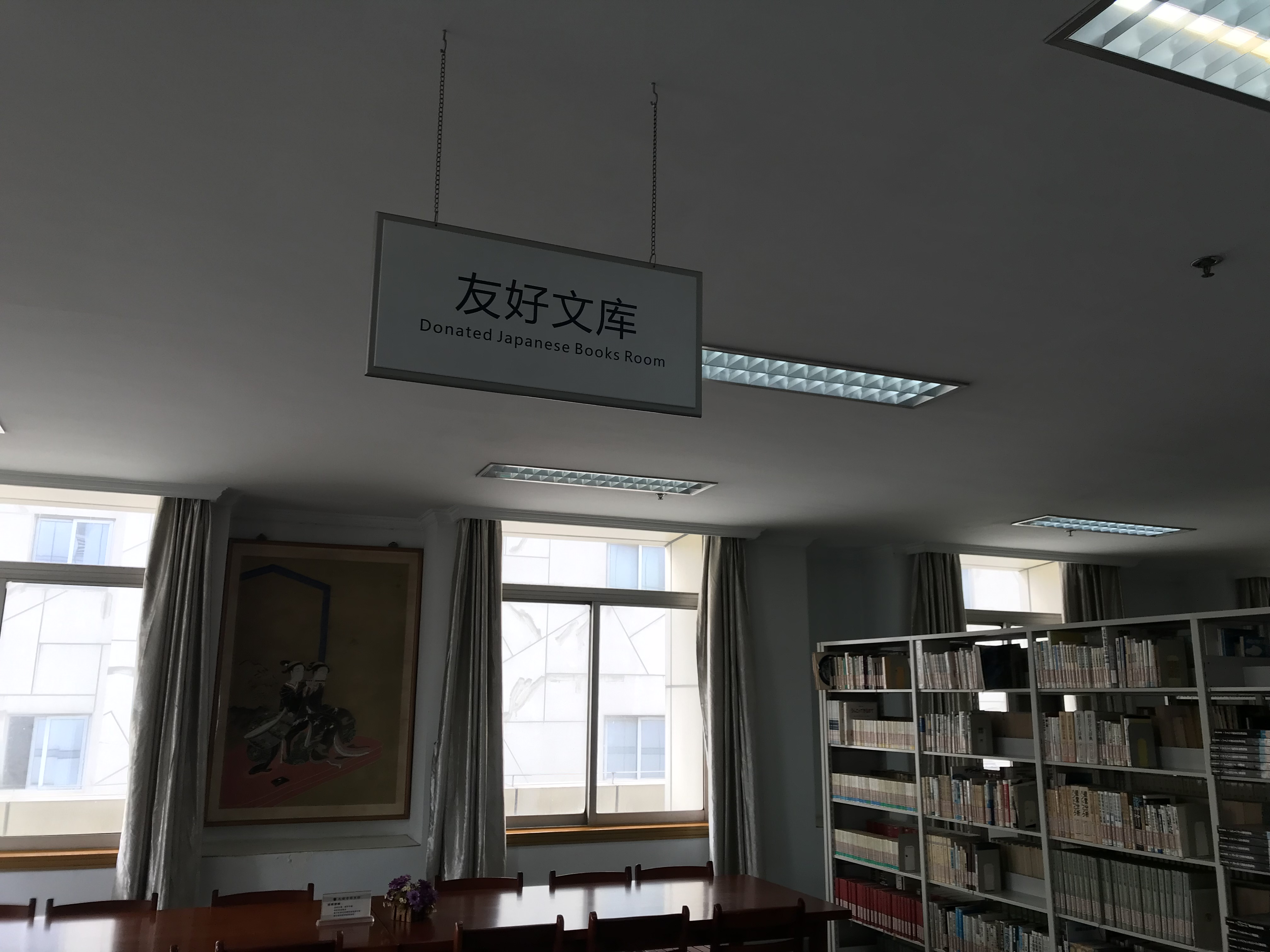
无锡图书馆馆内
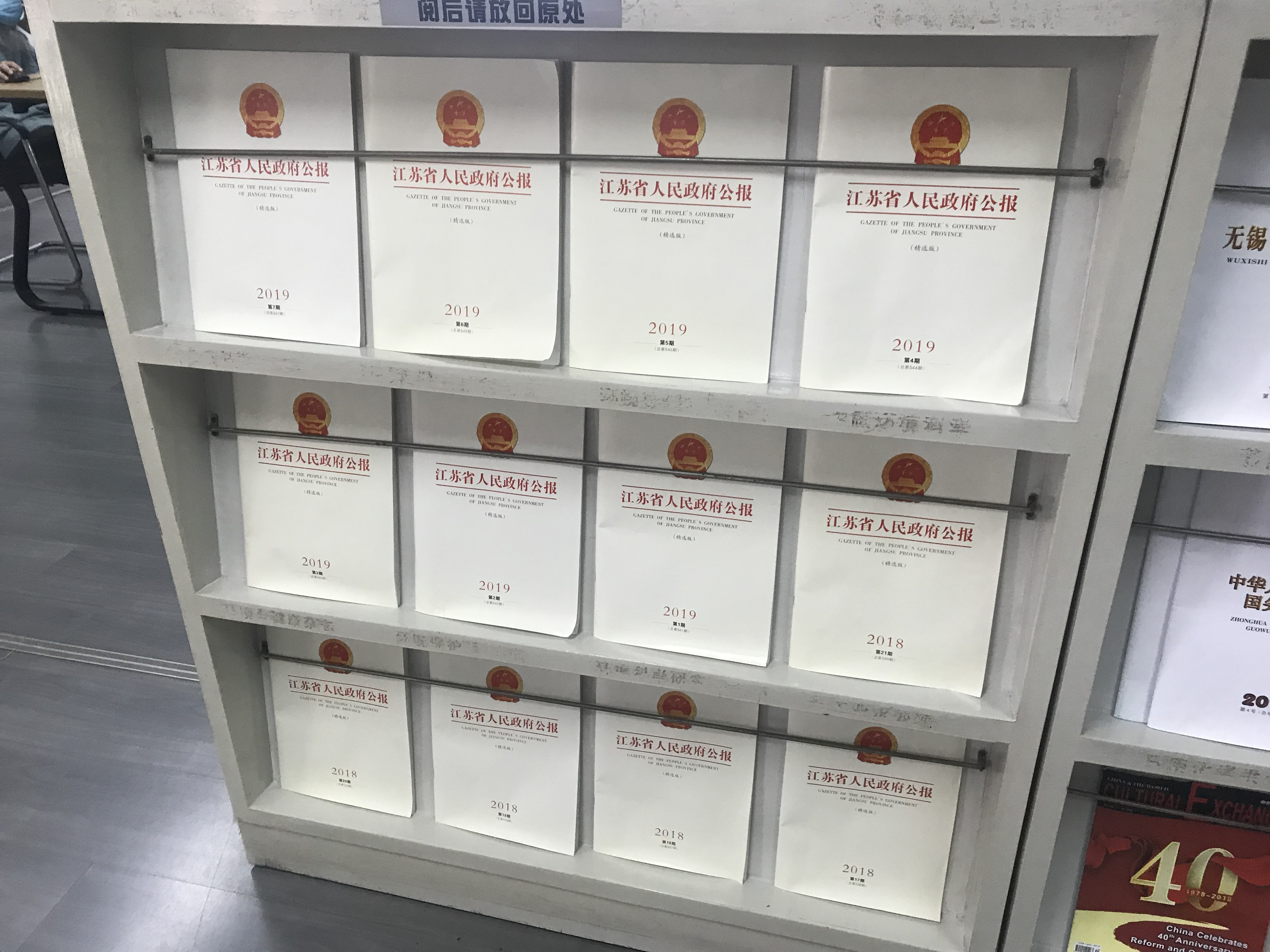
无锡图书馆馆内
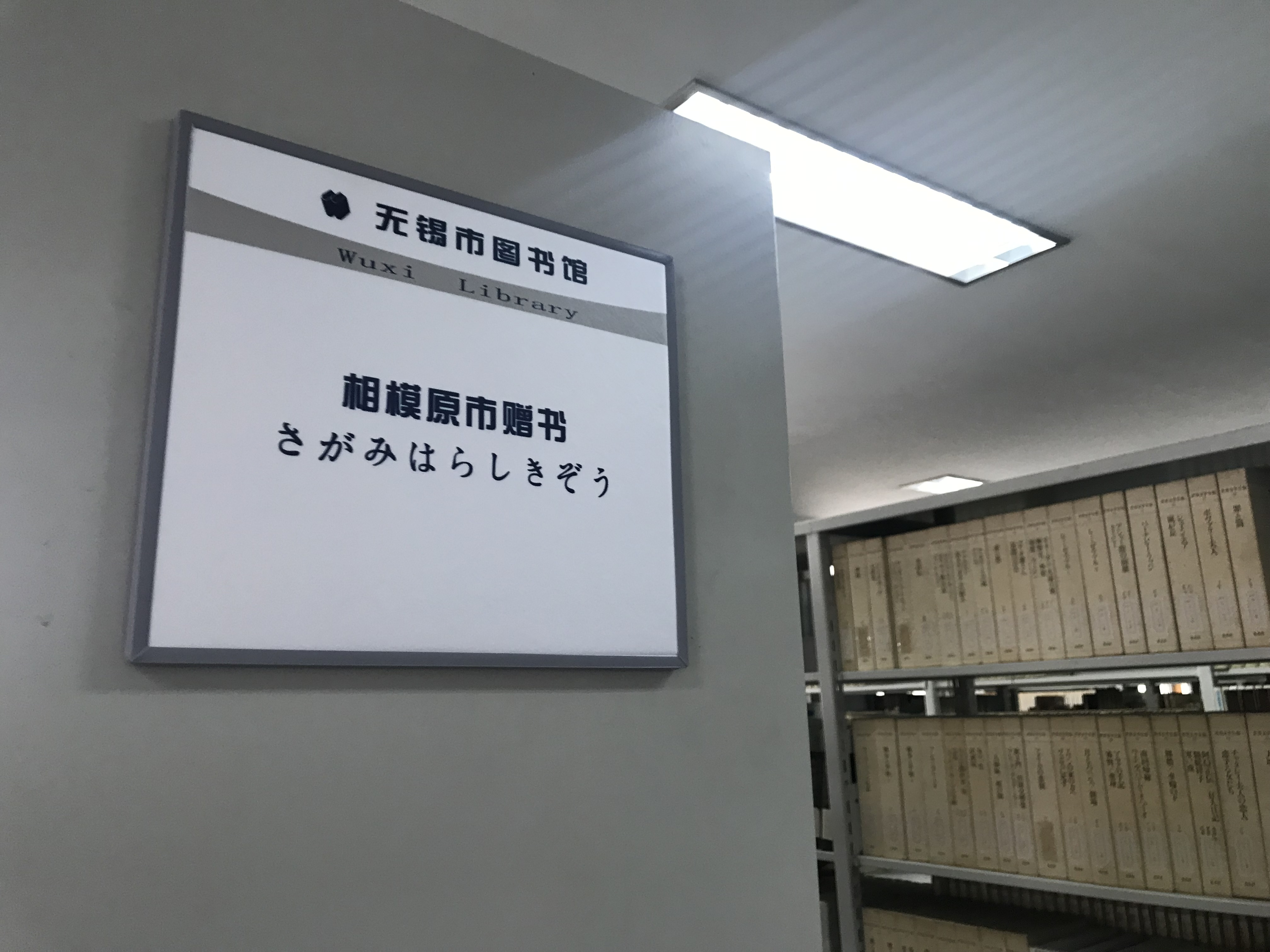
无锡图书馆馆内

## 相关
- 无锡县图书馆旧址
- 无锡博物院